# Max Ehrich
Max Ehrich (Monmouth County, 24 juni 1991) is een Amerikaans acteur, zanger en danser.

## Carrière
Ehrich begon in 2004 met acteren in de korte film One Easy Job, waarna hij nog meerdere rollen speelde in films en televisieseries. Hij is vooral bekend van zijn rol als Fenmore Baldwin in de televisieserie The Young and the Restless waar hij in 120 afleveringen speelde (2012-2015). Voor de rol werd hij in 2013 en 2014 genomineerd voor een Daytime Emmy Award in de categorie Uitstekende Jeugdige Acteur in een Dramaserie.
Ehrich heeft als danser gespeeld in de videoclip van het lied Sneakernight van Vanessa Hudgens. Verder was hij te zien als danser in de film High School Musical 3: Senior Year (2008).

## Filmografie

### Films
Uitgezonderd korte films.. 
- 2023 A Cowboy Christmas Romance - als Jack Crenshaw
- 2023 Southern Gospel - als Samuel Allen
- 2019 Walk. Ride. Rodeo. - als Tate
- 2018 The Last Breakfast Club - als Andrew
- 2018 Bad Publicity - als Tommy Denova
- 2010 Team Spitz - als Jake
- 2010 The Quinn-tuplets - als Patrick Quinn als tiener
- 2010 Pregnancy Pact - als Jesse Moretti
- 2008 High School Musical 3: Senior Year - als danser

### Televisieseries
Uitgezonderd eenmalige gastrollen.
- 2019 American Princess - als Brett Weinbaum - 5 afl.
- 2016-2017 Sweet/Vicious - als Landon Mays - 3 afl.
- 2017 Embeds - als Quinn Harris - 6 afl.
- 2016 The Path - als Freddie Ridge - 3 afl.
- 2014-2016 100 Things to Do Before High School - als Ronbie Martin - 10 afl.
- 2014-2015 Under the Dome - als Hunter May - 19 afl.
- 2012-2015 The Young and the Restless - als Fenmore Baldwin - 120 afl.
- 2010 Shake It Up! - als Eddie - 2 afl.
- 2008 Ugly Betty - als Randy - 2 afl.